# Черниця (Болгарія)
Черни́ця (болг. Черница) — село в Бургаській області Болгарії. Входить до складу общини Сунгурларе.

## Населення
За даними перепису населення 2011 року у селі проживали 343 особи.
Національний склад населення села:
| Національність   | Кількість осіб | Відсоток |
| ---------------- | -------------- | -------- |
| болгари          | 164            | 85,0%    |
| цигани           | 11             | 5,7%     |
| турки            | 9              | 4,7%     |
| інша             | 9              | 4,7%     |
| не визначились   | 0              | 0%       |
| Всього відповіли | 193            |          |

Розподіл населення за віком у 2011 році:
Динаміка населення: